# 密花樫木
密花樫木（学名：Dysoxylum densiflorum）为楝科樫木属下的一个种。

## 扩展阅读
- 維基物種上的相關：密花樫木